# Bertran del Pojet
Bertran del Pojet o del Poget o de Puget o de Puget-Théniers o du Puget, in latino Bertrandus de Pogeto (fl. 1222) è stato un castellano e trovatore provenzale della seconda metà del XIII secolo, un periodo in cui nella Provenza e in Italia governava la casata degli Angioini.

## Biografia
Nacque a Puget, nei pressi di Nizza e visse la maggior parte della sua vita nel Teunes, la regione intorno a Tolone. Nei documenti appare per la prima volta nel settembre del 1222. La sua vida ci ricorda che egli era stato una cavaliere valente e generoso e un abile soldato. Le sue cansos e sirventesi erano molto apprezzati. Di lui ci restano solo due composizioni, un sirventes e una tenzone, nonostante fosse molto rinomato.
La tenso di Bertran con un'anonima trobairitz, "Bona dompna, d'una re quieus deman", è stata tradotta in inglese da Frank Chambers e Carol Jane Nappholz. Entrambe le sue poesie vennero per la prima volta pubblicate (in italiano) da C. de Lollis sotto il titolo "Bertran del Pojet, trovatore dell'età angioina" in Miscellanea in onore di Arturo Graf (Bergamo, 1903).
Bertran del Poget è forse identificabile con Bernart del Poget a cui vengono attribuite tre strofe di una canso (Ancse m'avetz tengut a no caler) contesa a Raimon de Salas.